# (11309) Malus
(11309) Malus (1993 PC7) – planetoida z pasa głównego asteroid okrążająca Słońce w ciągu 5,1 lat w średniej odległości 2,96 j.a. Odkryta 15 sierpnia 1993 roku. Nazwana na cześć francuskiego fizyka Louisa Malusa